# Globosat
Canais Globo är ett brasilianskt medieföretag inom TV-branschen som grundades 1991. Företaget tillhandahåller ett 30-tal betal-TV-kanaler i Brasilien samt kanalen TV Globo Portugal i Portugal.

## De 30 kanalerna i Brasilien
- Canal Off
- Canal Futura
- Canal Viva
- Globosat HD
- Globo News
- SporTV
- SporTV2
- SporTV3
- SporTV HD

- Telecine Networks
  - Telecine Premium HD 1
  - Telecine Pipoca HD 1
  - Telecine Action HD 1
  - Telecine Touch HD 1
  - Telecine Fun HD 1
  - Telecine Premium 1
  - Telecine Action 1
  - Telecine Touch 1
  - Telecine Fun 1
  - Telecine Pipoca 1
  - Telecine Cult 1
- Megapix
  - Megapix HD
- GNT

- Multishow
  - Multishow HD
- Universal Channel2
- Canal Brasil
- PFC
- PFC Internacional
- Combate (channel)
- Sexy Hot 3
- For Man 3
- Playboy do Brasil 3
  - Playboy TV 3
  - Venus 3
  - Private 3
  - Playboy TV Movies 3